# Spencer Tunick

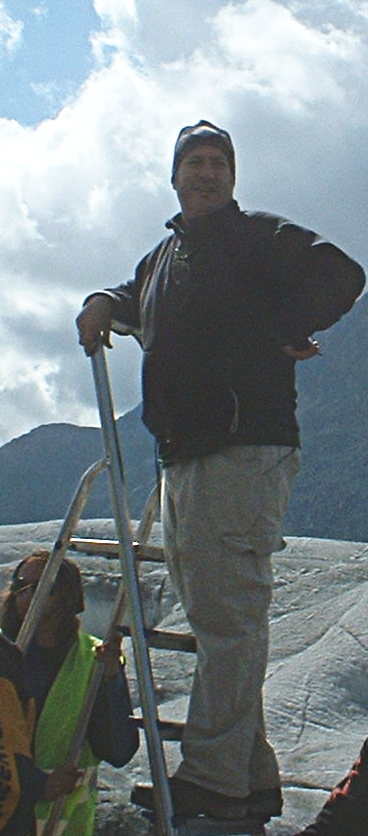
Spencer Tunick tijdens zijn installatie op de Aletschgletsjer in Zwitserland

Spencer Tunick (Middletown, New York, 1 januari 1967) is een Amerikaans beeldend kunstenaar. Tunick is vooral bekend vanwege zijn installaties met grote aantallen naakte mensen.
Spencer Tunick behaalde zijn Bachelor of Arts-graad aan het Emerson College in Boston in 1988.
Vanaf 1992 maakt hij installaties van grote aantallen naakten in de natuur en locaties in de openbare ruimte in grote steden als New York, Melbourne, Londen en São Paulo. Tunicks beelden worden abstract door de grote concentratie naakte mensen. Op 6 mei 2007 fotografeerde hij een recordaantal van 18.000 deelnemers op het Plein van de Grondwet in Mexico-Stad. De volgende dag werden alleen vrouwen met het zwarte haar en de dikke wenkbrauwen van Frida Kahlo gefotografeerd in het Frida Kahlohuis in Mexico-Stad.

## Tunick in Nederland

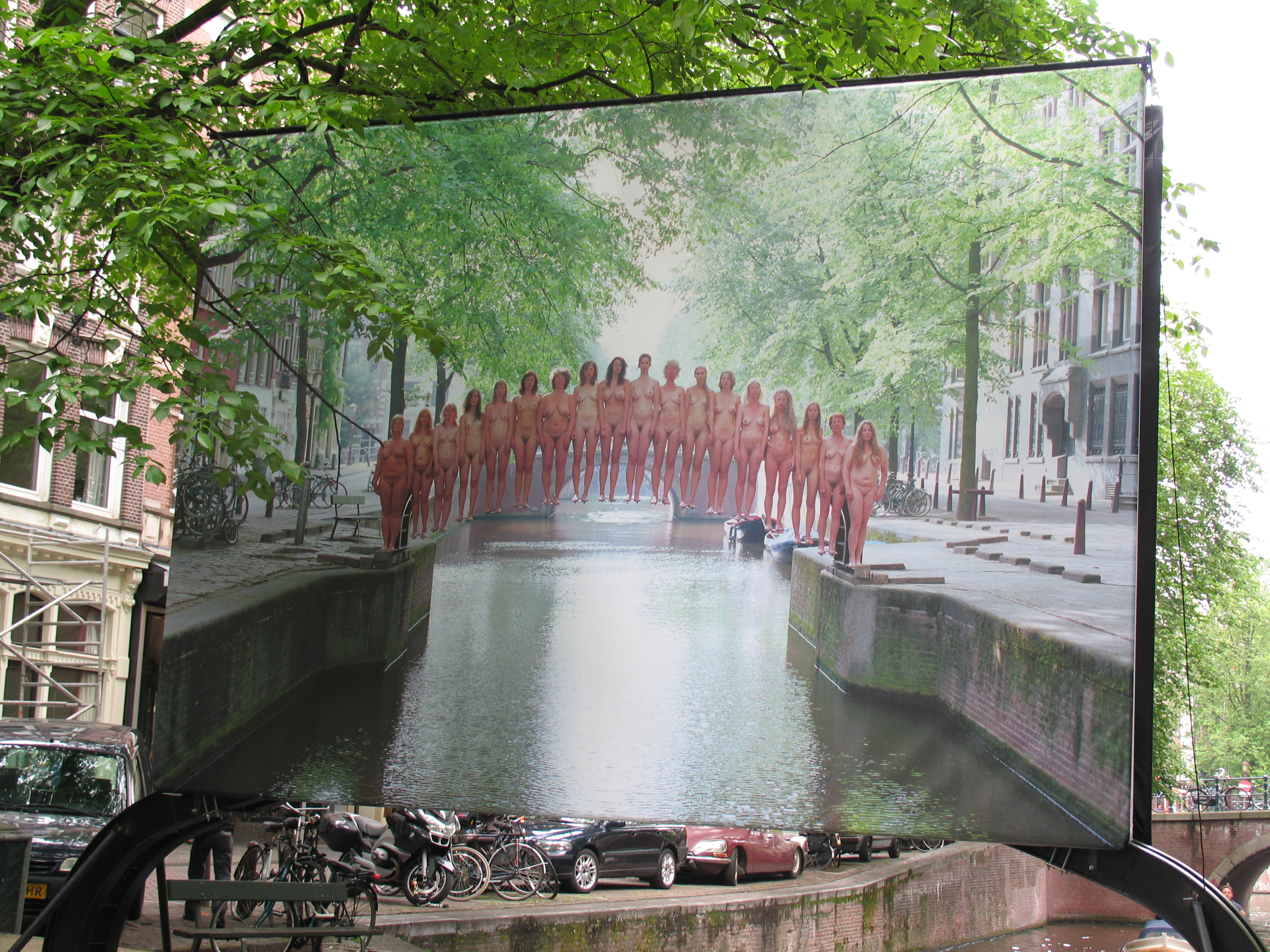
Installatie van een kunstwerk van Tunick in Amsterdam

Bij zijn allereerste bezoek aan Nederland op 25 augustus 2001 in Breda zette Tunick bijna tweehonderd mensen op diverse locaties naakt op de foto, eerst in het park Valkenberg, later bij KMA op het Kasteelplein en ten slotte in de bijna lege Catharinastraat. Alle deelnemers kregen later van Tunick een gesigneerde foto. “Dat hebben ze verdiend.” Tunicks eerdere werk was tot eind oktober 2001 in toenmalig cultureel centrum De Beyerd te zien. In 2007 is Spencer Tunick op uitnodiging van Dream Amsterdam Foundation naar Nederland gekomen voor het realiseren van kunstprojecten voor het kunstevenement DREAM AMSTERDAM.
De eerste installatie werd in het geheim gemaakt op 15 april in een tulpenveld in Schermerhorn.
Op 3 juni maakte Tunick bij zonsopgang installaties van 2000 deelnemers in het Europarking gebouw van Q-Park aan de Marnixstraat te Amsterdam. Tunick maakte daarnaast installaties van circa 250 naakte mannen bij een nabijgelegen benzinestation, circa 250 naakte vrouwen op de fiets (Lijnbaansgracht - Lauriergracht) en een kleine groep mannen en vrouwen op de Leliegracht. Hiervoor was een speciale brugconstructie gemaakt, waardoor het leek alsof zij in de lucht zweefden.

## Tunick in België
Tunick realiseerde reeds drie projecten in België. Tweemaal in Brugge en eenmaal in Gaasbeek.
In het kader van het Brugse cultuurfestival Corpus 05 in 2005 poseerden 350 naakte mannen en 350 naakte vrouwen in de Brugse Stadsschouwburg en werd een processie van 2000 naakte mensen gehouden doorheen de Vlamingstraat en over de Grote Markt.
Voor het tweede project in Brugge overgoot Tunick in 2006, naar aanleiding van het chocoladefestival Choco-Laté, een zeventigtal naakte mannen met witte chocolade in het Concertgebouw.
Op het Kasteel van Gaasbeek deden 9 juli 2011 zo’n 800 mensen mee als figurant voor een herfsttentoonstelling later dat jaar genaamd Sleeping Beauties.